# Słatyne
Słatyne (ukr. Слатине) – osiedle typu miejskiego na Ukrainie, w obwodzie charkowskim, w rejonie charkowskim, w hromadzie Derhaczi. W 2001 liczyło 6826 mieszkańców, wśród których 5744 wskazało jako ojczysty język ukraiński, 1064 rosyjski, 5 mołdawski, 4 węgierski, 7 białoruski, a 2 inny.